# Halové mistrovství Evropy v atletice 2009 – běh na 1500 metrů žen
Běh na 1500 metrů žen na halovém mistrovství Evropy v atletice 2009 se konalo v italském Turíně ve dnech 6. března až 8. března 2009; dějištěm soutěže byla hala Oval Lingotto. Ve finálovém běhu zvítězila reprezentantka Ruska Anna Alminovová.
Marcela Lustigová nepostoupila z rozběhu a v cíli musela být ošetřována pro kolapsový stav. Časem 4:39,63 obsadila poslední 8. místo ve svém běhu a stejně tak poslední 17. místo v součtu všech startujících na této trati. 
| Umístění         | Sportovec             | Čas     |
| ---------------- | --------------------- | ------- |
| Zlatá medaile    | Anna Alminovová       | 4:07,76 |
| Stříbrná medaile | Natalia Rodríguezová  | 4:08,72 |
| Bronzová medaile | Sonja Romanová        | 4:11,42 |
| 4.               | Roisin McGettiganová  | 4:11,58 |
| 5.               | Jevgenija Zolotovová  | 4:11,72 |
| 6.               | Natalja Jevdokimovová | 4:12,33 |
| 7.               | Lidia Chojecká        | 4:15,90 |
| 8.               | Marina Muncan         | 4:20,01 |
| 9.               | Marije Te Raa         | 4:30,93 |